# Gare de Tagolsheim
Gare de Tagolsheim – przystanek kolejowy w Tagolsheim, w departamencie Górny Ren, w regionie Grand Est, we Francji. Jest zarządzany przez SNCF (budynek dworca) i przez RFF (infrastruktura).
Przystanek jest obsługiwany przez pociągi TER Alsace i TER Franche-Comté.

## Położenie
Znajduje się na linii Paryż – Miluza, w km 478,808, między stacjami Walheim i Illfurth, na wysokości 273 m n.p.m.

## Historia
Przystanek został otwarty 15 października 1857 przez Compagnie des chemins de fer de l’Est.

## Linie kolejowe
- Paryż – Miluza